# Żona fil-Baħar fit-Tramuntana
Żona fil-Baħar fit-Tramuntana este o arie protejată (arie de protecție specială avifaunistică — SPA) din Malta întinsă pe o suprafață de 31.901,54 ha, integral marine.

## Localizare
Centrul sitului Żona fil-Baħar fit-Tramuntana este situat la coordonatele 36°12′37″N 14°15′39″E / 36.2104°N 14.2608°E.

## Înființare
Situl Żona fil-Baħar fit-Tramuntana a fost declarat arie de protecție specială avifaunistică în noiembrie 2016 pentru a proteja 1 specie de animale.

## Biodiversitate
Situată în ecoregiunea marină mediteraneană, aria protejată nu include niciun habitat protejat.
La baza desemnării sitului se află o specie protejată de  păsări: Calonectris diomedea.